# 田野優花
田野優花（日语：田野 優花，1997年3月7日—）是日本女藝人，為女子偶像團體AKB48 Team K前成員，東京都出身。

## 經歷
2011年
- 2月20日，參加AKB48第12期研究生甄選合格。
- 4月3日，篩選審査合格。
- 5月22日，12期研究生初次公演演出。

2012年
- 3月24日，在“業務連絡。拜託了，片山部長！ in埼玉超級競技場”演唱會第二天與岩田華怜、加藤玲奈、川榮李奈、高橋朱里的4人同時昇格到Team 4[1][2]。
- 6月6日，在AKB48第27張單曲選拔總選舉中獲得第45位。
- 8月24日，在AKB48 in TOKYO DOME ～1830m的夢想～演唱會第一天，宣布Team 4解散，並移籍至Team A。

2013年
- 6月8日，在AKB48第32張單曲選拔總選舉中獲得第38位。
- 9月18日，在AKB48第34張單曲選拔猜拳大會中擊敗村上文香、朝長美櫻、古畑奈和，首次進入AKB單曲選拔。

2014年
- 2月24日，於「AKB48集團大組閣祭」中宣布所屬隊伍由Team A 轉移至Team K[3]。
- 6月7日，於「AKB48第37張單曲選拔總選舉」中獲得17,608票，得到第45名，選為Next Girls的一員[4]。

2015年
- 3月26日，於埼玉超級競技場舉辦的「AKB48春季單獨演唱會～次期總現正修行中！～」演唱會上新的組閣人事異動中留任Team K。
- 6月6日，於「AKB48第41張單曲選拔總選舉」中獲得18,048票，得到第47名，入選為Next Girls的一員[5]。

2018年
- 3月15日，於個人SHOWROOM頻道上宣佈將從AKB48畢業。
- 5月15日，於AKB48劇場舉行畢業公演。8月12日的握手會後結束所有以AKB48成員身分進行的活動。

## 人物
- 魅力點是很長的眉毛和眼睫毛，長得很異國風。
- 專長是從小學三年級就開始學習的舞蹈，興趣也是舞蹈。
- 公演上超強的表現力加上十分Neet的性格，讓田野深受愛戴。
- 曾經在與媽媽打鬧時，於G+上實況文字轉播，被懷疑媽媽是否真實存在。
- 只要是甜的食物都喜歡。 尤其是可麗餅。
- 討厭壽司拼盤。 醋飯還好，但討厭跟其他東西混在一起。
- 為了維持身材而做出「早餐只吃十個小番茄，午餐先喝水讓肚子脹起來再只吃吃蔬菜、漬物、魚，不吃碳水化合物，晚餐不吃；會先考慮「攝取這食物沒問題嗎」的問題後再決定要不要吃；一天走路40分鐘以上，在電車內為了鍛鍊身體不坐著也不扶扶手」等自我要求。但本人表示並不是每天都這樣，如果前一天吃的較多，隔天就會這樣子做。[6]

### AKB48相關
- 在訪談中曾說「12期生去錄音的時候，宮澤桑“跟我上了同一間舞蹈學校的是哪個孩子啊？”這樣說著進來了。我因為太吃驚，高興得哭了」。
- 舞蹈表演力為同期生之最，將來的夢想成為像黑木美沙般能唱又能跳的藝人。
- 是個吻魔，公演配信及G+影片常常可以看到他到處找人親吻。尤其是武藤十夢。
- 喜歡的成員很多，有武藤十夢、藤田奈那、熊澤世莉奈（HKT48）板野友美，也說過想要渡邊麻友當他女朋友基本上是個DD。曾說過雖然喜歡女生，但不是蕾絲邊。
- 與入山杏奈關係良好。
- 在2013年3月8日的生誕祭中，岩田華代讀了武藤十夢寫的信，令田野優花感動哭泣。
- 不喜歡釣魚一詞，曾表明過自己不會也不想成為釣師。
- 是板野友美的大粉絲。
- 腹肌很明顯且很結實，聲稱就算被打也沒關係。為了試探這一點在腹部硬吃了横山由依一拳。事後除了完全看不出有痛感之外，還笑出來了。

## 參加AKB48樂曲
- 標註有「★」符號者表示該首歌曲有拍攝MV。

### 單曲CD
|      | 發行日期        | 單曲名稱           | 參與歌曲名稱         | 名義            | 收錄於         | MV | 備註                |
| ---- | --------------- | ------------------ | -------------------- | --------------- | -------------- | -- | ------------------- |
| 23rd | 2011年10月26日  | 風正在吹           | 蓓蕾                 | Team 4+研究生   | 劇場盤         |    | 以研究生名義參加    |
| 25th | 2012年02月15日  | GIVE ME FIVE!      | NEW SHIP             | Special Girls A | Type-A         | ★  |                     |
| 26th | 2012年05月23日  | 仲夏的Sounds good! | 3滴眼淚              | Special Girls   | 全版本         | ★  |                     |
| 27th | 2012年08月29日  | 格子花紋           | DoReMiFa音痴         | Next Girls      | Type-A         | ★  |                     |
| 28th | 2012年10月31日  | UZA                | 下一個Season         | Under Girls     | 全版本         | ★  |                     |
| 28th | 2012年10月31日  | UZA                | 孤獨的星空           | 新Team A        | Type-A         | ★  |                     |
| 29th | 2012年12月05日  | 永遠的壓力         | 我們的Reason         | AKB48           | 劇場盤         |    |                     |
| 30th | 2013年02月20日  | So long!           | Ruby                 | 篠田TeamA       | Type-A         | ★  |                     |
| 31st | 2013年05月22日  | 再見自由式         | 玫瑰的果實           | Under Girls     | 全版本         | ★  |                     |
| 31st | 2013年05月22日  | 再見自由式         | 活下去               | Team A          | Type-A         | ★  |                     |
| 32nd | 2013年08月21日  | 戀愛的幸運餅乾     | 這一次一定要心醉神迷 | Next Girls      | Type-A         | ★  |                     |
| 33th | 2013年10月30日  | 真心電流           | 倒數KISS             | Team A          | Type-A         | ★  |                     |
| 34th | 2013年12月11日  | 倘若在梧桐樹什麼的 | 倘若在梧桐樹什麼的   |                 | 全版本         | ★  | A面曲，初次進入選拔 |
| 35th | 2014年02月26日  | 勇往直前           | 秘密日記             | Baby Elephants  | Type-B         | ★  |                     |
| 36th | 2014年05月21日  | 拉布拉多獵犬       | 心愛的對手           | Team K          | Type-K         | ★  |                     |
| 37th | 2014年08月27日  | 心意告示牌         | 一個夏季的反抗期     | Next Girls      | Type-A         | ★  |                     |
| 38th | 2014年11月26日  | 希望無限           | 希望無限             |                 | 全版本         | ★  | A面曲               |
| 38th | 2014年11月26日  | 希望無限           | 第一次兜風           | Team K          | Type-B         | ★  | MV收錄於第六張專輯  |
| 40th | 2015年05月20日  | 我們不戰鬥         | 我們不戰鬥           |                 | 全版本         | ★  | A面曲               |
| 40th | 2015年05月20日  | 我們不戰鬥         | Summer side          | Selection 16    | 除Type-D       | ★  |                     |
| 41st | 2015年08月26日  | Halloween Night    | 水中傳導率           | Next Girls      | Type-C,D       | ★  |                     |
| 42nd | 2015年12月09日  | 紅唇Be My Baby     | 你你你....           | 次世代選拔      | Type-A         | ★  |                     |
| 42nd | 2015年12月09日  | 紅唇Be My Baby     | 班花的選擇           | 玲奈七選拔      | Type-B         | ★  |                     |
| 42nd | 2015年12月09日  | 紅唇Be My Baby     | 姊姊的自言自語       | 新Team K        | Type-B         | ★  |                     |
| 43rd | 2016年3月09日   | 你就是旋律         | LALALA訊息           | 次世代選拔      | 全版本         | ★  |                     |
| 44th | 2016年6月01日   | 不需要翅膀         | 哀愁小號手           | Team K          | Type-C、劇場盤 | ★  |                     |
| 46th | 2016年11月016日 | High Tension       | 快樂結局             |                 | Type-A         | ★  |                     |
| 48th | 2017年5月031日  | 空有願望           | 明滅女人香           |                 | Type-B         | ★  |                     |
| 52nd | 2018年5月030日  | Teacher Teacher    | 末班電車之夜         | Team K          | Type-K         | ★  |                     |

## 演出

### 舞台
- トロイメライにさよなら（2014年10月23日 - 26日、CBGKシブゲキ!!） - 主演　小川ゆりか
- 「WIZ～綠野仙蹤～」（2015年3月8日 - 21日、東京国際フォーラム ホールC／2015年4月4日、梅田芸術劇場メインホール／4月18日・19日、愛知県芸術劇場大ホール／4月25日、キャナルシティ劇場） - 主演　桃樂絲（與梅田彩佳共同主演）
- 馬路須加學園～京都‧血風修學旅行～（2015年5月14日 - 19日、アイアシアタートーキョー） - 飾　ガッツ
- DNA-SHARAKU（2016年1月10 - 24日、新国立劇場 中劇場／2016年1月28 - 31日、シアターBRAVA！／2016年2月6・7日キャナルシティ劇場）飾　白崎れもん

### 電視劇
- 馬路須加學園3（第8 - 9話・最終話） -  飾 女囚
- So long!（第1話） - 飾 井上真子
- 馬路須加學園5 - 飾 阿蒙（アモン）
- AKB恐怖夜 腎上腺素之夜（2015年11月5日，朝日電視台） - 飾 由加理（單篇主演）
- CROW'S BLOOD (2016年7月23日)-飾被感染學生。

### 綜藝節目
現在放送中的節目
- AKBINGO!（2012年7月18日 - ，不定期演出，日本電視台）
- 有吉AKB共和國（2013年9月9日 - ，不定期演出，TBS）
- AKB48的你、是誰？（不定期演出，NOTTV）
- AKB48神TV（2012年9月30日、10月7日，不定期演出，日本無線衛星電視）
- AKB觀光大使（日语：AKB観光大使）（2014年4月29日、2015年8月20日、富士電視台ONE）
- 我們的反思之夜（日语：僕らが考える夜）（2015年7月2日 - ，不定期出演，富士電視台）

已放送完畢的節目
- 周刊AKB（2012年6月29日、7月6日、11月23日，東京電視台）
- AKB48的真格挑戰 (2012年11月16日，ひかりTV)
- AKB子兔道場（2013年5月3日 - 2014年3月14日，不定期演出，東京電視台）
- AKB映像中心（2013年5月5日、5月12日，不定期演出，富士電視台）
- 戀愛總選舉（日语：恋愛総選挙）（2014年7月9日、8月21日，富士電視台）
- 東京暇人（日语：東京暇人）（2014年11月1日、2015年2月28日、3月7日，日本電視台）
- AKB內的故事 田野優花17歲、眼淚的理由（2014年11月23日，TBS電視台）
- AKB大調查（2014年11月27日，富士電視台）

### 廣播節目
- AKB廣播劇劇場（每週一～四播出，不定期出演）
- リッスン? 2-3（日语：リッスン? 2-3）（2015年9月每週四播出，文化放送）

### CM
- 朝日飲料 WONDA[7]（2012年3月）

## 備註
1. ↑  . 朝日新聞. 2012-03-25  [2012-03-26]. （原始内容存档于2012-03-25）.
2. ↑  . スポーツニッポン. 2012-03-25  [2012-03-26]. （原始内容存档于2012-03-27）.
3. ↑  . AKB48官方網站. 2014-02-24  [2014-02-26]. （原始内容存档于2014-02-27） （日语）.
4. ↑  . AKB48官方Blog. 2014-06-07  [2014-07-18]. （原始内容存档于2014-06-12） （日语）.
5. ↑   . AKB48官方Blog. 2015-06-06  [2015-06-07] （日语）.
6. ↑  2015/10/26 #269「有吉AKBラジオ局」
7. ↑  . navicon. 2012-02-29  [2012-03-26]. （原始内容存档于2012-03-01）.

## 外部連結
- 田野優花 CENTRALLTD 人物簡介 （页面存档备份，存于）（日語）
- 田野優花 OFFICIAL BLOG （页面存档备份，存于）（日語）
- 田野優花的X（前Twitter）（日語）
- AKB48官網簡介（日語）
- 田野優花在755的頁面（日語）
- AKB48十二期生在755的頁面（日語）